# Davy Crockett e i pirati
Davy Crockett e i pirati (Davy Crockett and the River Pirates) è un film del 1956 diretto da Norman Foster.
È un film d'avventura a sfondo western statunitense con Fess Parker e Buddy Ebsen. È il prequel di Le avventure di Davy Crockett del 1955 ed è il montaggio del quarto e del quinto capitolo della miniserie di Davy Crockett trasmessa nella serie antologica Disneyland (1954-1955). Il film è stato distribuito in Italia anche con il titolo Davy Crockett e i pirati del fiume.

## Trama

### Prima parte (Keelboat Race)
Davy Crockett, chiamato "il re dei trapper", si trova a Maysville, sul fiume Ohio, alla ricerca di un'imbarcazione che lo porti, assieme al suo amico George Russel e alle pellicce che ha raccolto nella stagione di caccia appena terminata, a Natchez, nel Mississippi, per venderle. Deve però fronteggiare diverse difficoltà: Mike Fink, barcaiolo spaccone ma in fondo di buon cuore autoproclamatosi "re del fiume", chiede per il trasporto una somma esorbitante, e l'anziano capitano Cobb ha perso il suo equipaggio a causa delle minacce portate dagli indiani ai naviganti. Crockett sfrutta allora la sua popolarità per radunare una nuova ciurma per Cobb. Riesce nel suo intento, ma accade che in una taverna un brillo Russel si lasci trascinare in una scommessa senza un'apparente possibilità di vittoria: una gara di barche a chiglia tra la Bertha Mae di Cobb e il Gullywhumper di Fink fino a New Orleans: al vincitore andranno le pellicce e il titolo di re del fiume.
A dispetto dei molti ostacoli e delle scorrettezze  di Fink (inclusi dei tentativi di sabotaggio), la Bertha Mae riesce a vincere grazie al fatto che il suo capitano conosce un canale laterale del Mississippi che abbrevia il percorso. Crockett permette a Fink di mantenere il suo titolo, e questi per ringraziarlo offre gratis a lui e a Russel il viaggio di ritorno dopo che hanno venduto le pellicce.

### Seconda parte (River Pirates)
Crockett e Russell si fanno sbarcare nella terra degli indiani chickasaw, con i quali sono in buoni rapporti e dai quali vorrebbero acquistare dei cavalli per tornare alle loro case nel Tennessee. Vengono tuttavia da loro sequestrati e portati coattivamente nel loro villaggio, dove fervono i preparativi per una guerra contro i bianchi, ritenuti gli uccisori di uomini della tribù kaskaskia. Crockett e Russell, che erano stati testimoni di un attacco alla barca di Fink in una zona lontana dai territori della tribù, deducono che gli assalitori in realtà erano uomini bianchi travestiti da indiani, che avevano voluto far ricadere la colpa sui nativi. Per preservare la pace, Crockett e Russel si offrono di consegnare i pirati alla giustizia statunitense e vengono rilasciati.
Fink accetta di aiutare Crockett e Russell spacciandosi per un banchiare che trasporta una grossa quantità d'oro, e fermandosi in varie città lungo il fiume Ohio per far uscire i pirati allo scoperto. Il gruppo attira un cantastorie chiamato Colonnello Plug, al quale Crockett concede un passaggio alla città successiva e che egli sospetta correttamente essere alleato dei pirati, guidati da Samuel Mason e dai fratelli Harpe, che hanno il loro covo a Cave-In-Rock. Plug avverte i pirati dell'oro tramite le sue canzoni, ma viene neutralizzato quando scopre l'inganno. I pirati attaccano, ma la ciurma di Fink difende la barca con successo. Crockett e Russell inseguono Mason e gli Harpe nella caverna che fa loro da covo; riescono a catturare i fratelli, mentre Mason rimane ucciso nel crollo della caverna causato dallo scoppio di un barile di polvere da sparo. Avendo salvato la pace, Crockett e Russell salutano Fink e si dirigono a casa.

## Produzione
Il film, diretto da Norman Foster su una sceneggiatura di Thomas W. Blackburn e dello stesso Foster, fu prodotto da Bill Walsh per la Walt Disney Productions e girato a Cave-In-Rock, Illinois.

## Distribuzione
Il film fu distribuito con il titolo Davy Crockett and the River Pirates negli Stati Uniti dal 18 luglio 1956 al cinema dalla Buena Vista Film Distribution Company.
Altre distribuzioni:
- in Brasile il 6 agosto 1956
- in Danimarca l'8 ottobre 1956 (Davy Crockett og piraterne)
- in Francia il 21 dicembre 1956 (Davy Crockett et les pirates de la rivière)
- in Svezia il 26 dicembre 1956 (Davy Crockett och flodpiraterna)
- in Italia il 3 maggio 1957 (Davy Crockett e i pirati) (Davy Crockett e i pirati del fiume)
- ad Hong Kong il 15 agosto 1957
- in Uruguay il 2 settembre 1957 (Montevideo)
- in Germania Ovest il 3 ottobre 1957 (Davy Crockett und die Flusspiraten)
- in Finlandia il 18 ottobre 1957 (Davy Crockett ja jokirosvot) (Davy Crockett och flodpiraterna)
- in Turchia nel gennaio del 1958 (Korsan avcisi)
- in Portogallo il 28 febbraio 1958 (Davy Crockett e os Piratas)
- in Austria il 15 maggio 1959 (Flußpiraten)
- in Giappone il 26 giugno 1959
- in Australia (Davy Crockett & the River Pirates)
- in Spagna (Los piratas del Mississippi)
- in Grecia (David Crockett)
- in Grecia (O David Crockett kai oi peiratai ton potamon)
- in Messico (Los Piratas del Rio)

### Edizione italiana
La versione italiana del film è stata curata da Roberto De Leonardis. Il doppiaggio italiano, invece, fu eseguito negli studi della Fono Roma con la partecipazione della CDC.

## Promozione
Le tagline sono:
- EXCITING NEW ADVENTURES...In The Living Legends Of A Turbulent River Era.
- THRILLING ADVENTURES...frontier giants join forces to challenge the might of the River Raiders.
- Exciting New Adventures... as two frontier giants, Davy Crockett and Mike Fink, challenge the river raiders!